# Zakaria Aboukhlal
Zakaria Aboukhlal (tiếng Ả Rập: زكريا أبوخلال Rotterdam; sinh ngày 18 tháng 2 năm 2000) là một cầu thủ bóng đá chuyên nghiệp người Maroc hiện thi đấu ở vị trí tiền đạo cho câu lạc bộ Toulouse tại Ligue 1 và đội tuyển quốc gia Maroc.

## Thống kê sự nghiệp
Bàn thắng và kết quả của Maroc được để trước.
| # | Ngày                 | Địa điểm                                       | Đối thủ   | Bàn thắng | Kết quả | Giải đấu            |
| - | -------------------- | ---------------------------------------------- | --------- | --------- | ------- | ------------------- |
| 1 | 13 tháng 11 năm 2020 | Sân vận động Mohammed V, Casablanca, Maroc     | Trung Phi | 4–1       | 4–1     | Vòng loại CAN 2021  |
| 2 | 14 tháng 1 năm 2022  | Sân vận động Ahmadou Ahidjo, Yaoundé, Cameroon | Comoros   | 2–0       | 2–0     | CAN 2021            |
| 3 | 27 tháng 11 năm 2022 | Sân vận động Al Thumama, Doha, Qatar           | Bỉ        | 2–0       | 2–0     | FIFA World Cup 2022 |

## Tham kahro
1. ↑  "FIFA World Cup Qatar 2022 – Squad list: Morocco (MAR)" (PDF). FIFA. ngày 15 tháng 11 năm 2022. tr. 19. Truy cập ngày 15 tháng 11 năm 2022.
2. ↑  "Kennismaken met Zakaria Aboukhlal". www.psv.nl. ngày 8 tháng 1 năm 2019.
3. ↑  "Zakaria Aboukhlal". National Football Teams. Benjamin Strack-Zimmerman. Truy cập ngày 14 tháng 1 năm 2022.